# Університет Вільфреда Лор'є
Університет Вільфреда Лор'є (зазвичай званий WLU або просто Лор'є) — державний університет у місті Ватерлоо (Онтаріо, Канада). Має другий кампус у Брантфорді та офіси в Кітченері, Торонто та Чунціні (Китай). Названо на честь сера Вільфреда Лор'є, сьомого прем'єр-міністра Канади. Станом на осінь 2016 року університет пропонував програми бакалаврату та магістратури в різних галузях, що охоплювали майже 15 000 студентів, які навчалися на денному відділенні, понад 900 аспірантів, які навчалися на денному відділенні, та майже 3000 студентів, які навчалися на умовах неповного робочого дня.

## Історія

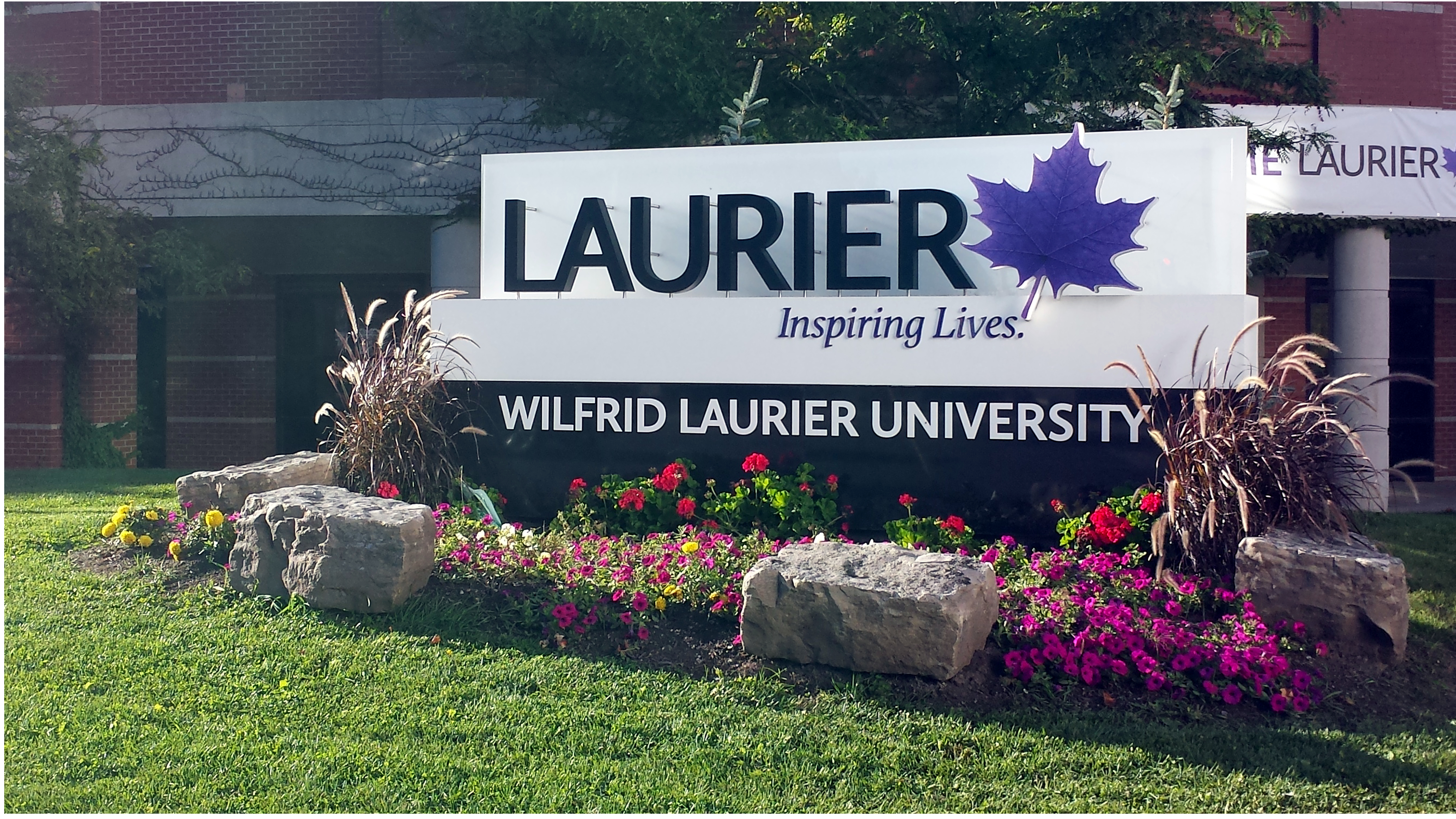
Знак університету на розі Кінг-стріт-Норт та Брікер-авеню

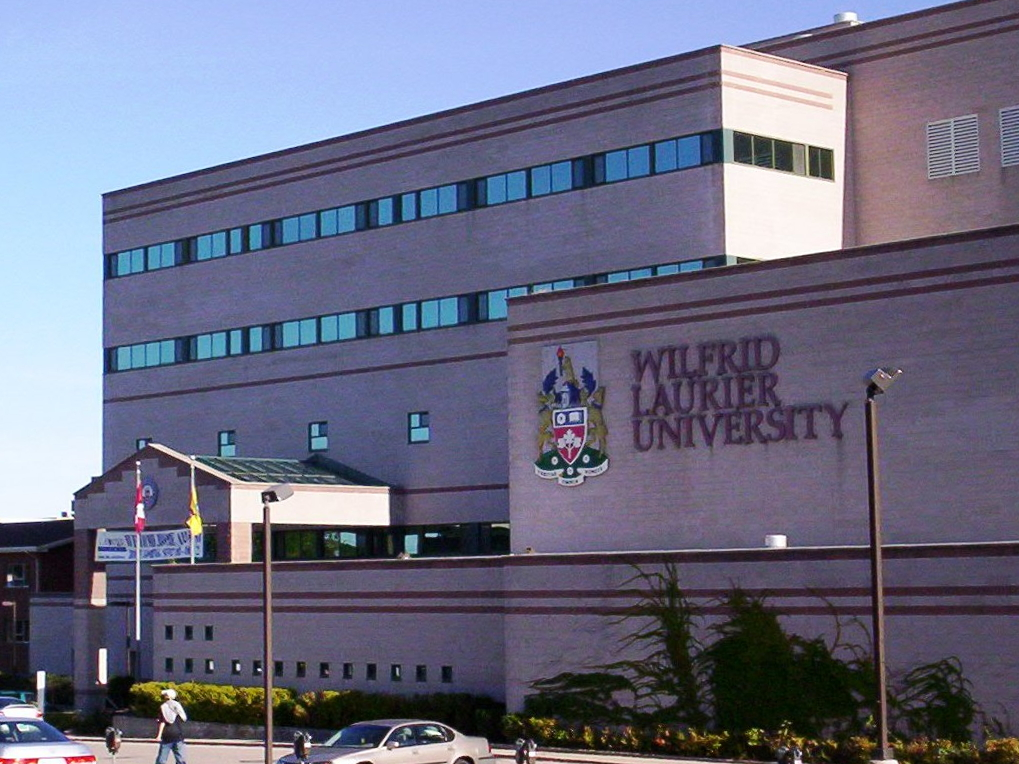
Головний кампус у Ватерлоо

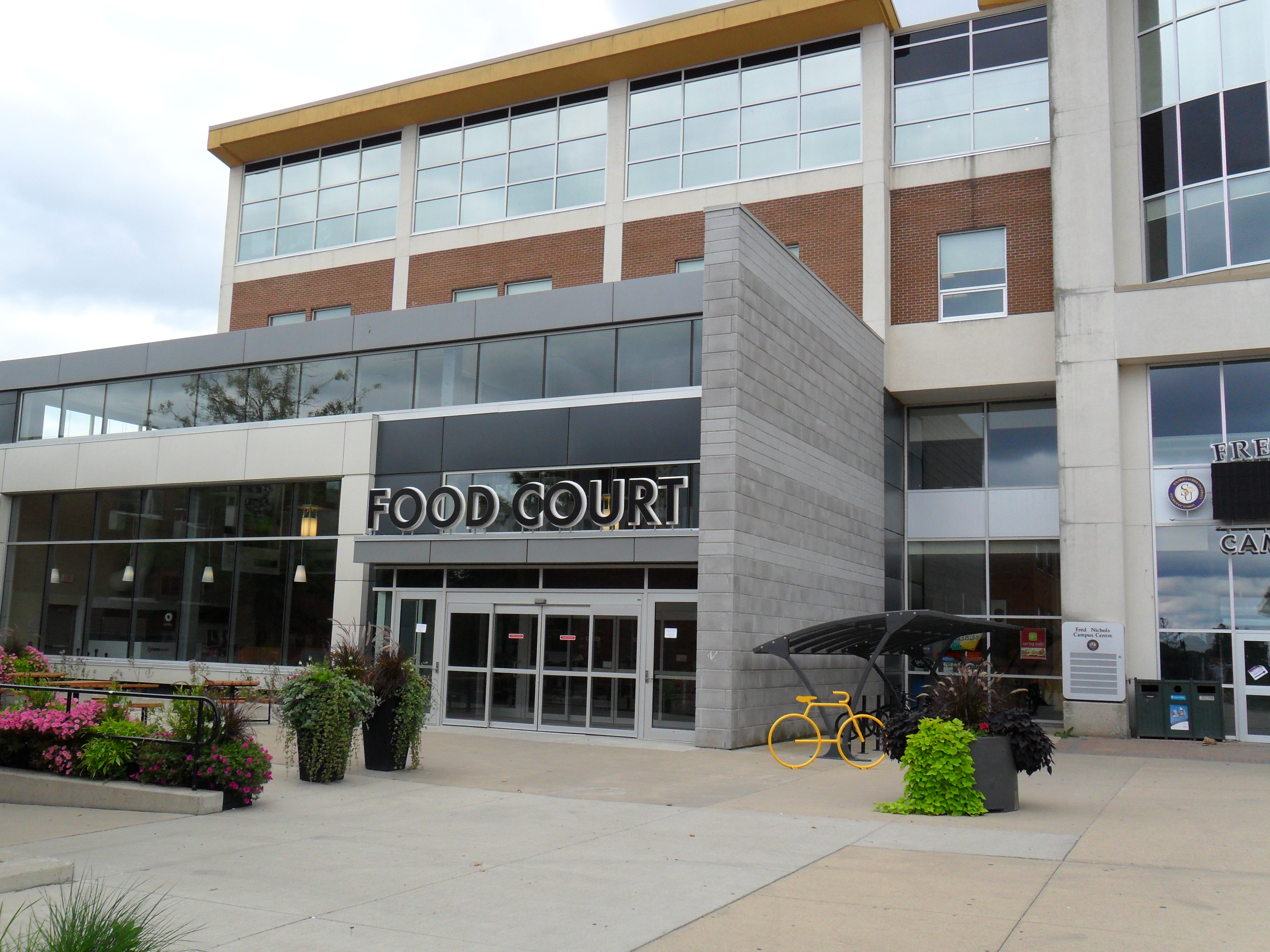
Студентська їдальня

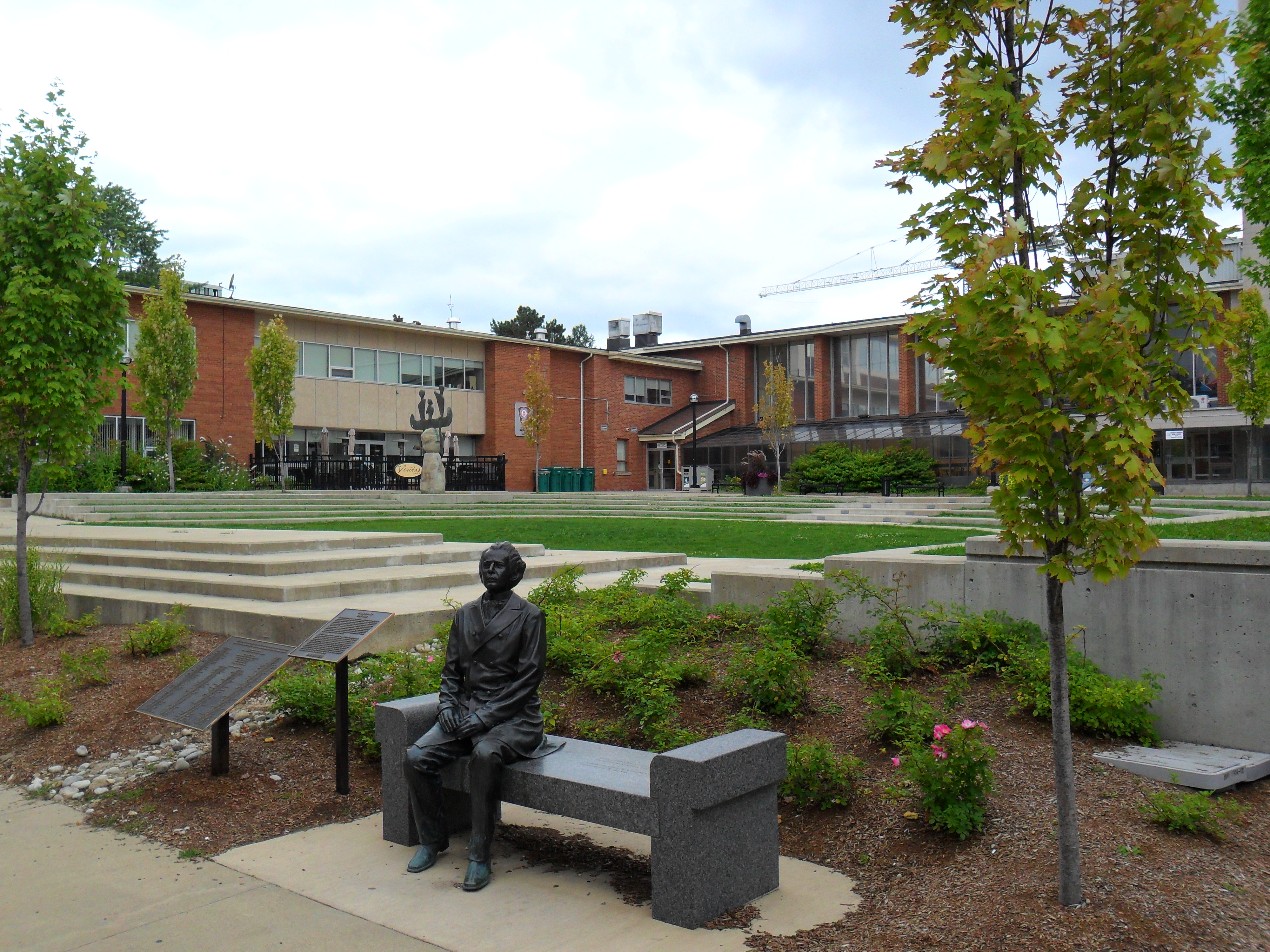
Центральний сад університету зі статуєю сера Вільфреда Лор'є

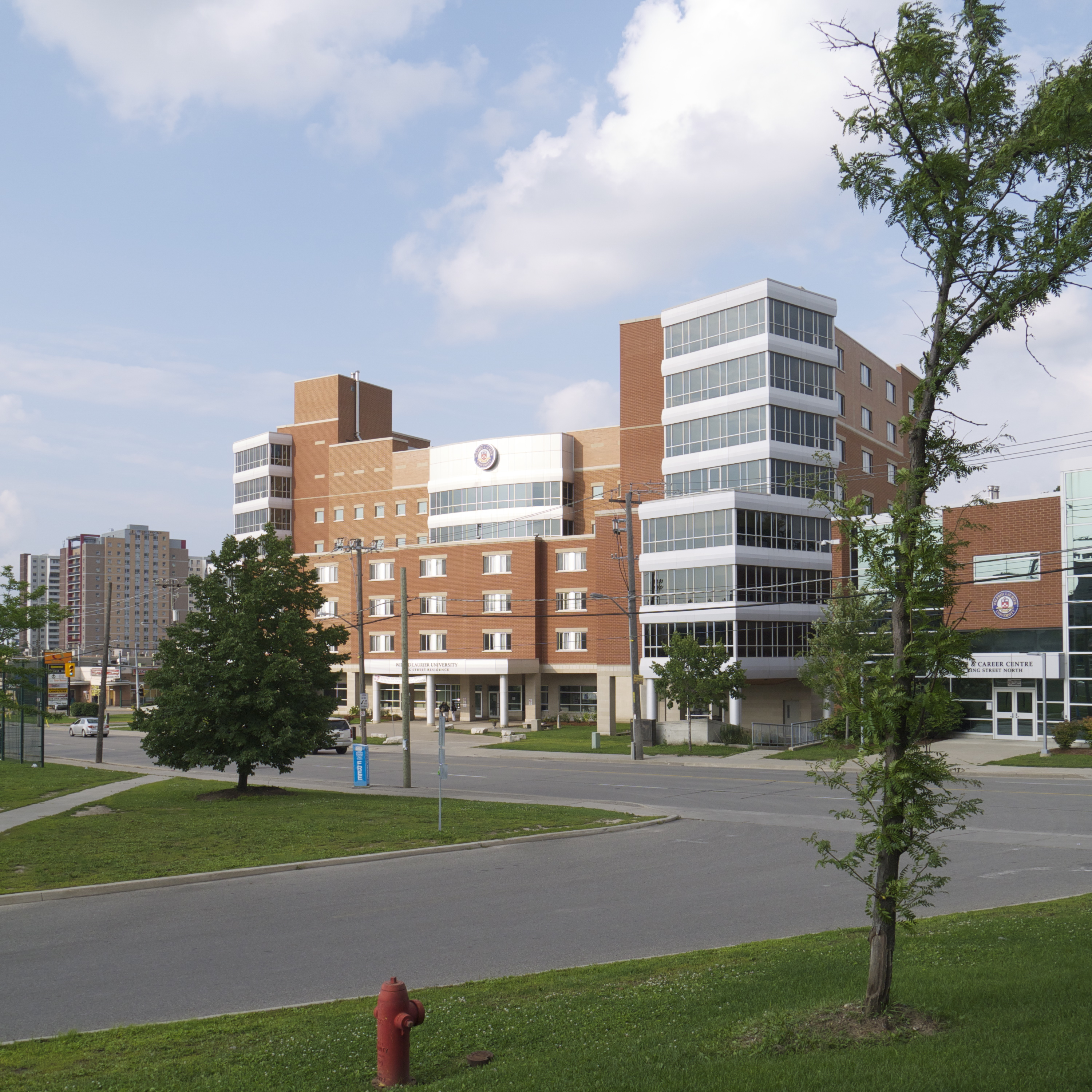
Резиденція Кінг Стріт

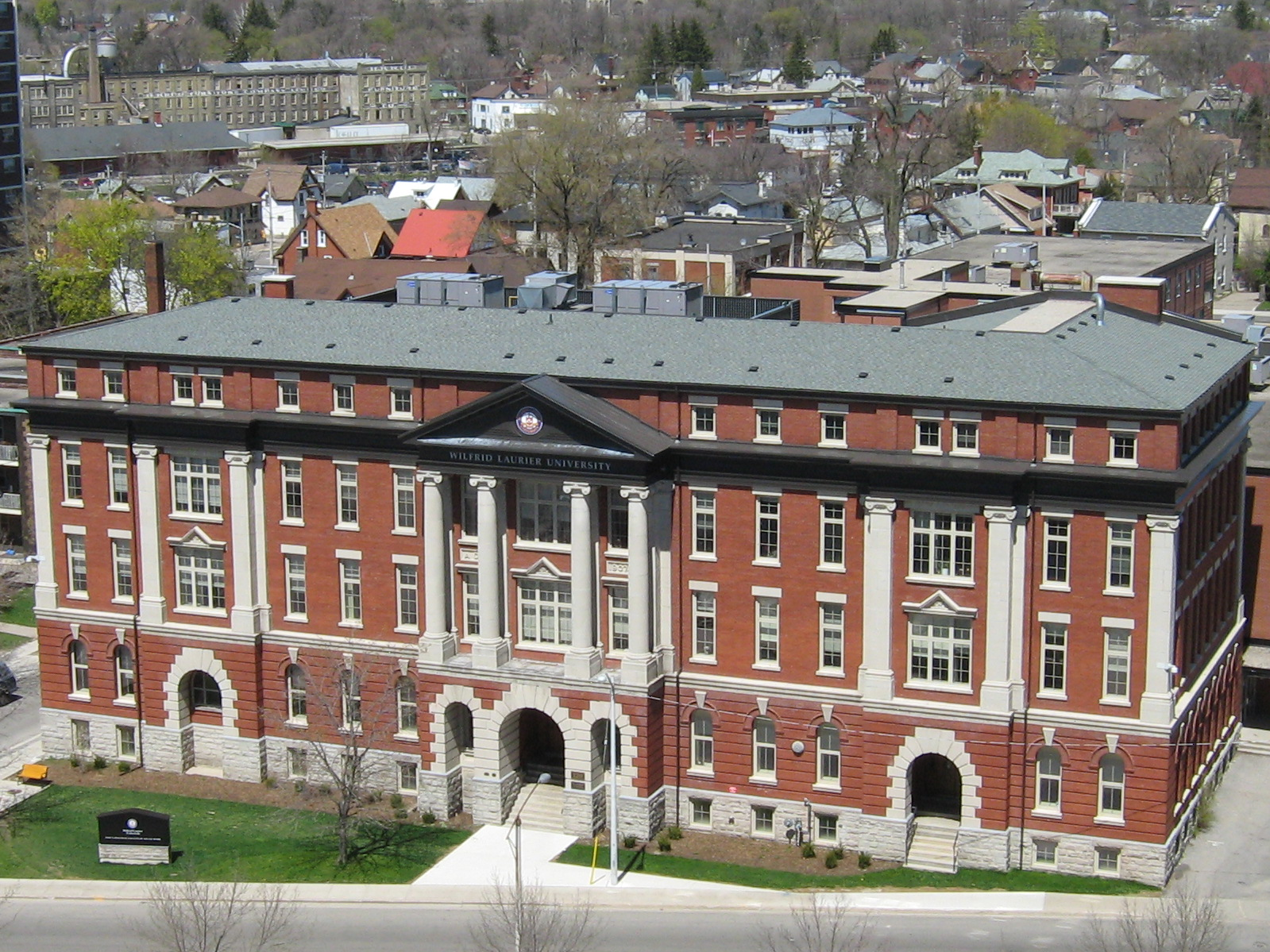
Будівля факультету соціальної роботи, центр міста Кітченер. Колишня середня школа Св. Ієроніма.

1910 року лютеранський синод заснував семінарію, яка відкрилася 1911 року як Євангелічно-лютеранська теологічна семінарія Східної Канади. 1914 року семінарія вперше запропонувала нетеологічні курси під назвою «Школа-коледж Ватерлоо». 1924 року засновано Коледж мистецтв Ватерлоо. 1925 року він став філією Університету Західного Онтаріо («Вестерн») і незабаром почав пропонувати програми з мистецтва. 1960 року лютеранська церква відмовилася від спонсорства Коледжу Ватерлоо, а семінарія змінила назву і стала називатися Лютеранський університет Ватерлоо. 1 листопада 1973 року назву знову змінено на «Університет Вільфреда Лор'є», після того, як відповідний провінційний закон схвалив лейтенант-губернатор Онтаріо Росс Макдональд, який пізніше служив канцлером університету. Лютеранська семінарія Ватерлоо продовжувала пропонувати семінарію та теологічні програми Лютеранського університету Ватерлоо. (нині Університетський коледж Мартіна Лютера).

### Розширення
1999 року відкрито другий кампус у Брантфорді (Онтаріо), а 2006 року факультет соціальної роботи Лайла С. Голлмана перейшов із кампуса Ватерлоо до кампуса в центрі міста Кітченер. Кампус Брантфорд займає низку історичних будівель у центрі міста, відновлених для використання університетом. Вони включають колишню бібліотеку Карнеґі, поштове відділення Брантфорда 1880 року, особняк 1870 року і театр Одеон 1950 року. Кампус Кітченер розташований в історичній та повністю відремонтованій будівлі колишньої середньої школи Святого Ієроніма.

### Суперечка про свободу слова у 2017-18 роках
У листопаді 2017 року університет виявився предметом суперечок про свободу слова та академічну свободу у зв'язку з публічним засудженням асистентки викладача Ліндсі Шепард, яка використала трихвилинний запис дебатів за участю Джордана Пітерсона про вимушене використання нейтральних за статевою ознакою займенників на заняттях з теорії комунікації. Випадок розкритикували кілька газет та національних газетних оглядачів як приклад придушення свободи слова в університетських містечках. Після публікації аудіозапису зустрічі, через яку асистентка зазнала засудження з боку університету, президент університету Дебора Маклатчі та її науковий керівник професор Натан Рамбуккана опублікували листи з офіційними вибаченнями. Незалежне розслідування показало, що асистентка не порушувала політики університету. Встановлено також, що подальшу нараду кількох професорів, які лаяли її за використання запису, проведено зі «значним перевищенням повноважень». Пітерсон і Шепард подали до суду на університет, а також на залучених професорів.